# Schriesheim
Schriesheim (Nam Franconia: Schriese) là một thị trấn nằm ở Rhein-Neckar-Kreis, bang Baden-Württemberg, Đức.

## Chính quyền

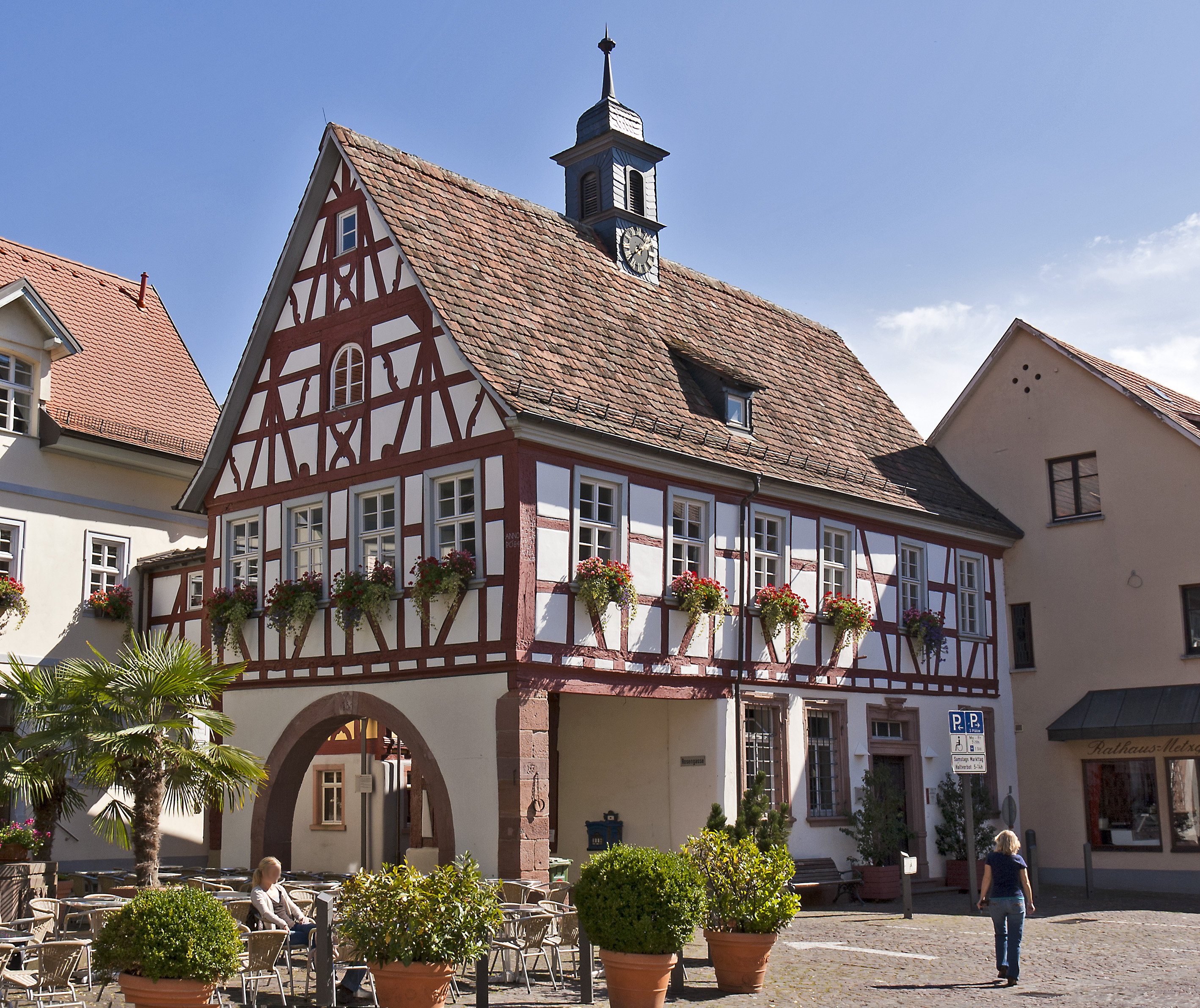
Tòa thị chính cổ

| Thị trưởng        | Nhiệm kỳ         |
| ----------------- | ---------------- |
| Wilhelm Heeger    | 1954–1974        |
| Walter Schmidt    | 1974–2006        |
| Hansjörg Höfer    | 2006–2021        |
| Christoph Oeldorf | 2021–đương nhiệm |